# Ticketmaster
Ticketmaster es una compañía de ventas y de distribución de boletos fundada en West Hollywood, California (Estados Unidos), con operaciones en muchos países en todo el mundo. 
Los clientes de Ticketmaster son los productores de espectáculos, quienes controlan sus acontecimientos, mientras Ticketmaster actúa simplemente como agente, vendiendo las entradas que los clientes ponen a su disposición, pero le dan prioridad a los revendedores. Ha recibido múltiples acusaciones por monopolizar el sector de la venta de boletos.También ha sido criticada por la mala distribución y sobreventa de entradas.
Ticketmaster posee alrededor el 50% de las ventas totales para las entradas en los Estados Unidos. A pesar de la disponibilidad lista del software que marcaba en Internet, Ticketmaster continuó aumentando su crecimiento de rédito en 2006 y 2007.

## Historia
Fue fundada en 1976.
Posee una de las primeras compañías que marcan para vender entradas en Internet, luego de adquirir TicketWeb en 2000.
Ticketmaster fue adquirida por IAC/InterActiveCorp hasta su independización el 5 de noviembre de 2007.
Posteriormente adquirió Getmein.com. Getmein fue un sitio del intercambio de entregadas para que los vendedores enumeren las boletas a un precio determinado. Fue cerrada en 2018.
En 2012 se retira de Chile dando paso a Ticketek.
En 2023, la empresa inició sus operaciones en Perú.

## Controversias[9][10]
La empresa ha se ha visto envuelta en múltiples controversias:

### Problemas en la venta de entradas
El 15 de noviembre de 2022, el primer día de la preventa de entradas para los fanáticos verificados de la gira Eras Tour (2023) de la cantante y compositora estadounidense Taylor Swift, el sitio web oficial de Ticketmaster colapsó debido a una “demanda históricamente sin precedentes con millones de personas presentes”, lo que detuvo la preventa. En menos de una hora de disponibilidad, los servidores de la plataforma de venta de entradas “no pudieron responder”, y los usuarios quedaron “completamente desconectados o en una cola de más de 2,000 personas que parecía estar congelada”.

### Venta irregular de boletos
En 2021 un juez de la Ciudad de México aceptó una demanda colectiva contra Ticketmaster y Ocesa, empresas que concentraban el 64.5% de los servicios de entretenimiento mexicanos.Esta fue a raíz de que la compañía denegara la entrada de cientos de personas a un concierto de Bad Bunny que se celebraba en el Estadio Azteca, alegando la existencia de boletos supuestamente clonados.
La PROFECO mexicana llegó a apuntar de que Ticketmaster había vendido más de 2000 boletos por duplicado.

### Términos y condiciones abusivos y conflicto con PROFECO
El día 12 de junio de 2024 se comenzó a gestar una polémica por unos términos y condiciones de compra que Ticketmaster había implementado recientemente, el mismo día varias personas salieron a denunciar en la red social "X" donde exigian a PROFECO involucrarse, un día después PROFECO anuncio una medida contra Ticketmaster donde les obligaba que dentro de las próximas 48 horas retiraran la nueva política